# Pelidnota soederstroemi
Pelidnota soederstroemi es una especie de escarabajo del género Pelidnota, familia Scarabaeidae. Fue descrita científicamente por Ohaus en 1908.
Habita en Ecuador.